# 화폐박물관 (일본)

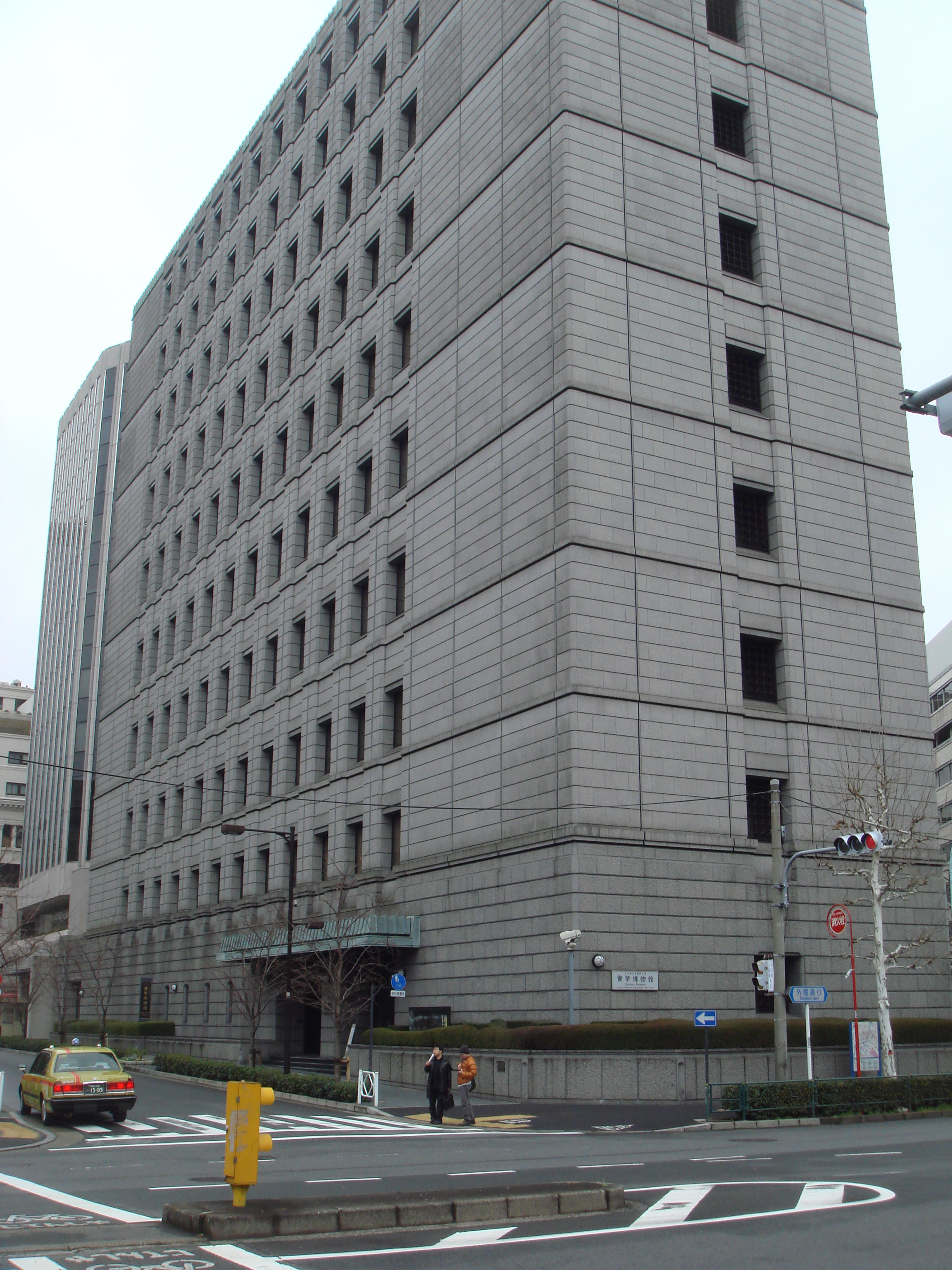
화폐박물관

화폐박물관(일본어: 貨幣博物館 가헤이하쿠부쓰칸[*])은 일본 도쿄도 주오구 니혼바시에 있는 박물관이다. 일본 은행 창립 100주년을 기념해 1982년 설립되어 1985년 정식으로 개관했다. 5,500여점에 달하는 각국의 화폐에 관한 정보를 제공하고 있다.